# Měrkovice
Měrkovice – wieś i gmina katastralna w gminie Kozlovice, w powiecie Frydek-Mistek, w kraju morawsko-śląskim, w Czechach. Powierzchnia 138,339 ha, w 2001 liczba mieszkańców wynosiła 220, zaś w 2012 odnotowano 271 adresów.